# Aleš Valenta
Aleš Valenta (* 6. února 1973 Šumperk) je český moderátor a bývalý akrobatický lyžař, olympijský vítěz v akrobatických skocích na lyžích. Jako první člověk na světě skočil trojité salto s pěti vruty. Jeho manželkou je moderátorka a modelka Elen Černá.
Startoval na ZOH 1998, 2002 a 2006. V Naganu 1998 skončil těsně pod stupni vítězů čtvrtý, v Salt Lake City 2002 olympijský závod vyhrál a v Turíně 2006 se umístil na 21. místě. V letech 1999–2006 se celkem dvanáctkrát umístil na stupních vítězů v závodech Světového poháru, z toho tři závody vyhrál. Začátkem května 2007 ze zdravotních důvodů ukončil kariéru.
Na podzim 2007 se zúčastnil druhé řady televizní soutěže StarDance …když hvězdy tančí, ve které tančil s Ivou Langerovou a kterou vyhráli. Uváděl předávání cen Sportovec roku 2008 (tuto anketu v roce 2002 sám vyhrál), měl svoji talk show Sportbar na rádiu Frekvence 1. Je moderátorem pořadů Auto Moto Revue a Lvíčata vysílaných v České televizi.
Vystavěl a provozuje sportovní komplex Acrobat Park ve Štítech, centrum pro trénink a závody v akrobatickém lyžování, snowboardingu i další sportech.

## Sportovní úspěchy
- Zimní olympijské hry 1998 v Naganu, 4. místo
- Zimní olympijské hry 2002 v Salt Lake City, 1. místo
- Mistrovství světa 1999, 5. místo
- Mistrovství světa 2003, 7. místo
- Světový pohár 1998, 5. místo
- Světový pohár 2000, 7. místo
- Světový pohár 2002, 3. místo
- Světový pohár 2003, 6. místo